# Miss India
Miss India sau "Femina" Miss India este un concurs de frumusețe național în India, una dintre cele mai importante concursuri recunoscute pentru a alege regine internaționale de frumusețe în anii '90, concurs care anual selectează trei câștigători, să concureze la nivel internațional. Acesta este organizat de "Femina", o revistă pentru femei publicate de Bennett, Coleman & Co Ltd. Din anul 2010 câștigătoarele concursului candidează pentru titlul 
Miss International, Miss Universe, Miss World și Miss Earth.

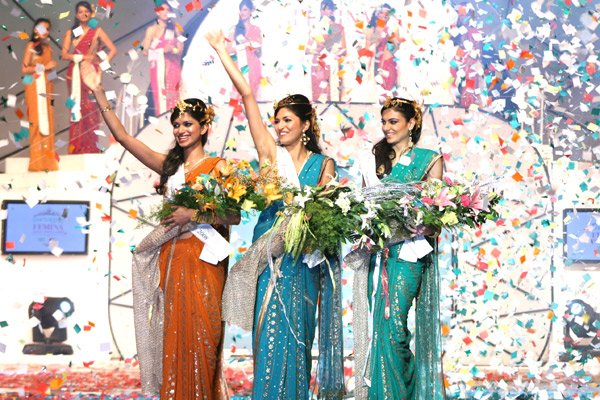
Cele trei câștigătoare a concursului din 2008

## Numărul de titluri
| Titlu             | Nr. câștigării titlului | Ani                          |
| ----------------- | ----------------------- | ---------------------------- |
| Miss World        | 5                       | 1966, 1994, 1997, 1999, 2000 |
| Miss Earth        | 1                       | 2010                         |
| Miss Universe     | 2                       | 1994, 2000                   |
| Miss Asia Pacific | 3                       | 1970, 1973, 2000             |

## Candidatele pentru titlulMiss World
| Anul      | Numele candidatei                                      | Statul         | Realizare                                           |
| --------- | ------------------------------------------------------ | -------------- | --------------------------------------------------- |
| 2010      | Manasvi Mamgai                                         | New Delhi      |                                                     |
| 2009      | Pooja Chopra                                           | Maharashtra    | Semifinalistă. Beauty With a Purpose                |
| 2008      | Parvathy Omanakuttan                                   | Kerala         | Locul 2. Continental Queen of Beauty – Asia Pacific |
| 2007      | Sarah Jane Dias                                        | Maharashtra    |                                                     |
| 2006      | Natasha Suri                                           | Maharashtra    | Semifinalistă                                       |
| 2005      | Sindhura Gadde                                         | Andhra Pradesh | Semifinalistă                                       |
| 2004      | Sayali Bhagat. First won by Lakshmi Pandit.(Dethroned) | Maharashtra    |                                                     |
| 2003      | Ami Vashi                                              | Gujarat        | Locul 4                                             |
| 2002      | Shruti Sharma                                          | Uttar Pradesh  | Semifinalistă                                       |
| 2001      | Sara Corner                                            | Karnataka      |                                                     |
| 2000      | Priyanka Chopra                                        | Uttar Pradesh  | Miss World 2000                                     |
| 1999      | Yukta Mookhey                                          | Maharashtra    | Miss World 1999                                     |
| 1998      | Annie Thomas                                           | Uttar Pradesh  |                                                     |
| 1997      | Diana Hayden                                           | Andhra Pradesh | Miss World 1997                                     |
| 1996      | Rani Jeyraj                                            | Karnataka      | Finalistă                                           |
| 1995      | Preeti Mankotia                                        | Karnataka      |                                                     |
| 1994      | Aishwarya Rai                                          | Karnataka      | Miss World 1994                                     |
| 1993      | Karminder Kaur-Virk                                    | Chandigarh     |                                                     |
| 1992      | Shyla Lopez                                            | Karnataka      |                                                     |
| 1991      | Ritu Singh                                             | New Delhi      | Semifinalistă                                       |
| 1989–1990 | Naveeda Mehdi                                          | Maharashtra    |                                                     |
| 1988      | Anuradha Kottur                                        | Maharashtra    |                                                     |
| 1987      | Manisha Kohli                                          | Maharashtra    |                                                     |
| 1986      | Maureen Mary Lestourgeon                               | Maharashtra    |                                                     |
| 1985      | Sharon Mary Clarke                                     | Maharashtra    |                                                     |
| 1984      | Suchita Kumar                                          | Maharashtra    |                                                     |
| 1983      | Sweety Grewal                                          | Maharashtra    |                                                     |
| 1982      | Uttara Mhatre Kher                                     | Maharashtra    |                                                     |
| 1981      | Deepti Divakar                                         | Andhra Pradesh |                                                     |
| 1980      | Elizabeth Anita Reddi                                  | Andhra Pradesh | Semifinalistă                                       |
| 1979      | Raina Winifred Mendonica                               | Maharashtra    |                                                     |
| 1978      | Kalpana Iyer                                           | Maharashtra    | Semifinalistă                                       |
| 1977      | Veena Prakash                                          |                | Titlu contestat                                     |
| 1976      | Naina Balsavar                                         |                | Titlu retras                                        |
| 1975      | Anjana Sood                                            | Maharashtra    | Semifinalistă                                       |
| 1974      | Kiran Dholakia                                         | Maharashtra    |                                                     |
| 1972      | Malathi Basappa                                        | Karnataka      | Locul 5                                             |
| 1971      | Prema Narayan                                          | Andhra Pradesh |                                                     |
| 1970      | Heather Corinne Faville                                | Maharashtra    | Semifinalistă                                       |
| 1969      | Adina Shellim                                          | Maharashtra    |                                                     |
| 1968      | Jane Coelho                                            | New Delhi      |                                                     |
| 1966      | Reita Faria                                            | Maharashtra    | Miss World 1966                                     |
| 1962      | Ferial Karim                                           | Maharashtra    | Semifinalistă                                       |
| 1961      | Veronica Leonora                                       | Maharashtra    |                                                     |
| 1960      | Iona Pinto                                             | Maharashtra    |                                                     |
| 1959      | Fleur Ezekiel                                          | Maharashtra    | Prima candidată din India                           |

## Canditate pentru alte titluri internaționale
| Miss Earth - 2011 Hasleen Kaur - 2010 Nicole Faria - 2009 Shriya Kishore - 2008 Tanvi Vyas - 2007 Pooja Chitgopekar - 2006 Amruta Patki - 2005 Niharika Singh - 2004 Jyoti Brahmin - 2003 Shweta Vijay - 2002 Reshmi Ghosh - 2001 Shamita Singha | Miss International - 2011 Ankita Shorey - 2010 Neha Hinge - 2009 Harshita Saxena - 2008 Radha Brahmbhatt - 2007 Esha Gupta - 2006 Sonali Sehgal - 2005 Vaishali Desai - 2004 Mihika Verma - 2003 Shonali Nagrani - 2002 Gauhar Khan | - 2001 Kanwal Toor - 2000 Gayatri Joshi - 1999 Srikrupa Murali - 1998 Shwetha Jaishanker - 1997 Diya Abraham - 1996 Fleur Xavier - 1995 Priya Gill - 1994 Fransesca Hart - 1993 Pooja Batra - 1992 Kamal Sandhu | - 1991 Preeti Mankotia - 1988 Shikha Swaroop - 1987 Erika Maria de Souza - 1986 Poonam Pahlet Gidwant - 1985 Vinita Seshadri Vasan - 1984 Nalanda Ravindra Bhandar - 1983 Sahila Chadha - 1982 Betty O'Connor - 1981 Meenakshi Seshadri - 1980 Ulrika Karen Bredemeyer - 1979 Nita Pinto | - 1978 Sabita Dhanrajgir - 1976 Nafisa Ali - 1975 Indira Maria Bredemeyer - 1974 Leslie Jean Hartnett - 1972 Indira Muthanna - 1971 Samita Mukherjee - 1970 Patricia D'Souza - 1969 Wendy Leslie Vaz - 1968 Sumita Sen - 1962 Sheila Chonkar - 1961 Diana Valentine - 1960 Iona Pinto | Miss Universe - 2009 Ekta Chowdhary - 2008 Simran Kaur Mundi - 2007 Puja Gupta - 2006 Neha Kapur - 2005 Amrita Thapar - 2004 Tanushree Dutta - 2003 Nikita Anand - 2002 Neha Dhupia - 2001 Celina Jaitley - 2000 Lara Dutta - 1999 Gul Panag | - 1998 Lymaraina D'Souza - 1997 Nafisa Joseph - 1996 Sandhya Chib - 1995 Manpreet Brar - 1994 Sushmita Sen - 1993 Namrata Shirodkar - 1992 Madhu Sapre - 1991 Christabelle Howie - 1990 Suzanne Sablok - 1989 Dolly Minhas - 1987 Priyadarshini Pradhan | - 1986 Mehr Jessia - 1985 Sonu Walia - 1984 Juhi Chawla - 1983 Rekha Hande - 1982 Pamela Chaudry Singh - 1981 Rachita Kumar - 1980 Sangeeta Bijlani - 1979 Swaroop Sampat - 1978 Alamjeet Kaur Chauhan - 1977 Bineeta Bose - 1976 Naina Sudhir Balsavar | - 1975 Meenakshi Kurpad - 1974 Shailini Bhavnath Dholakia - 1973 Farzana Habib - 1972 Roopa Satyan - 1971 Raj Gill - 1970 Veena Sajnani - 1969 Kavita Bhambhani - 1968 Anjum Mumtaz Barg - 1967 Nayyara Mirza - 1966 Yasmin Daji - 1965 Persis Khambatta - 1964 Meher Castelino Mistri - 1952 Indrani Rehman |